# Musée Jenisch

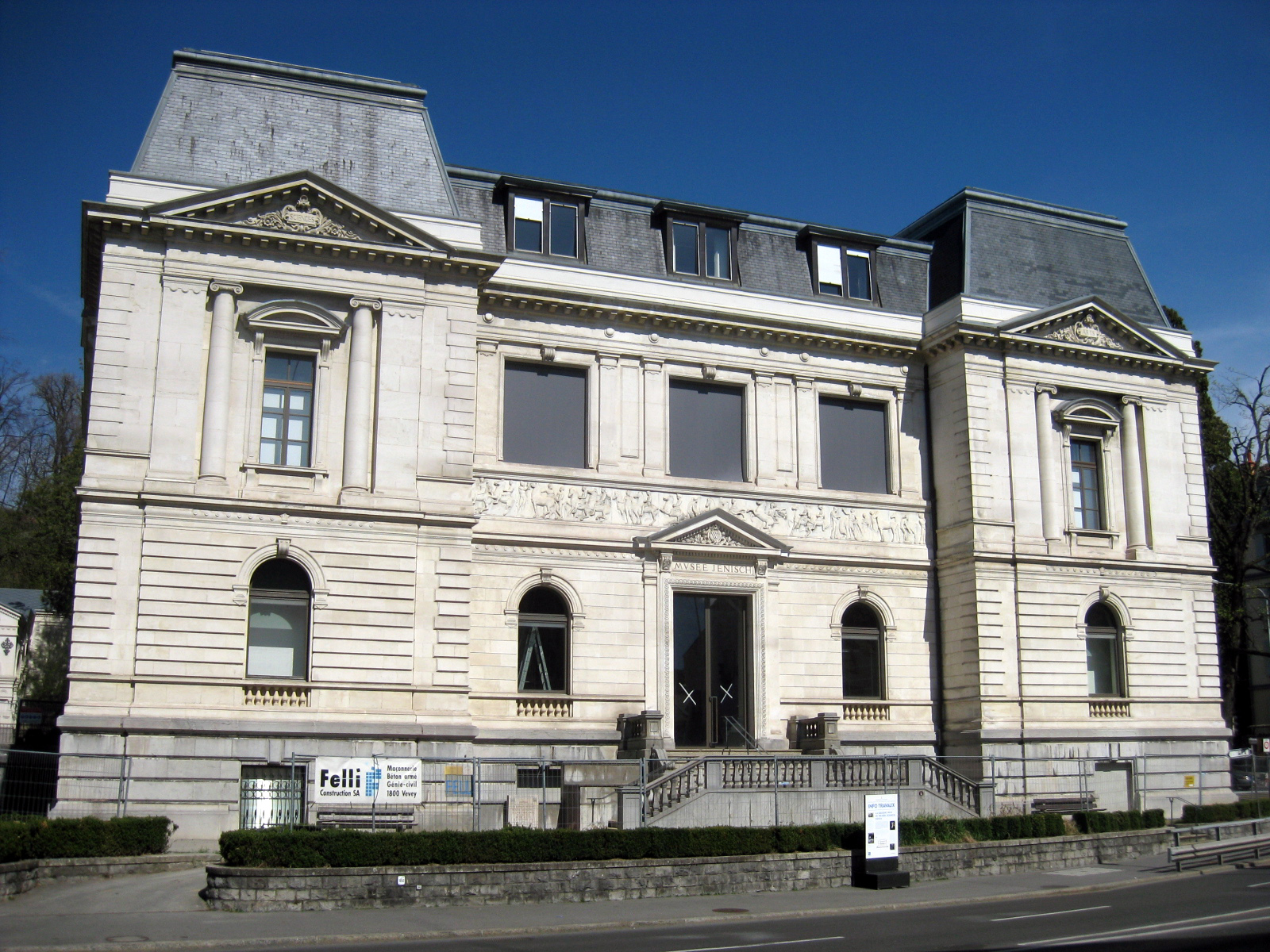
Musée Jenisch

Het Musée Jenisch werd op 10 maart 1897 ingehuldigd in Vevey in Zwitserland. Het is een museum dat een prentenkabinet huist, de Stichting Oskar Kokoschka en tevens het nationale Centrum van tekeningen. De verzamelingen dateren uit de Renaissance tot aan de hedendaagse kunst en bevatten werken van Balthus, Jean-Baptiste Corot, Gustave Courbet, Edgar Degas, Albrecht Dürer, Ferdinand Hodler, Oskar Kokoschka, Pablo Picasso en Rembrandt van Rijn. 

## Geschiedenis

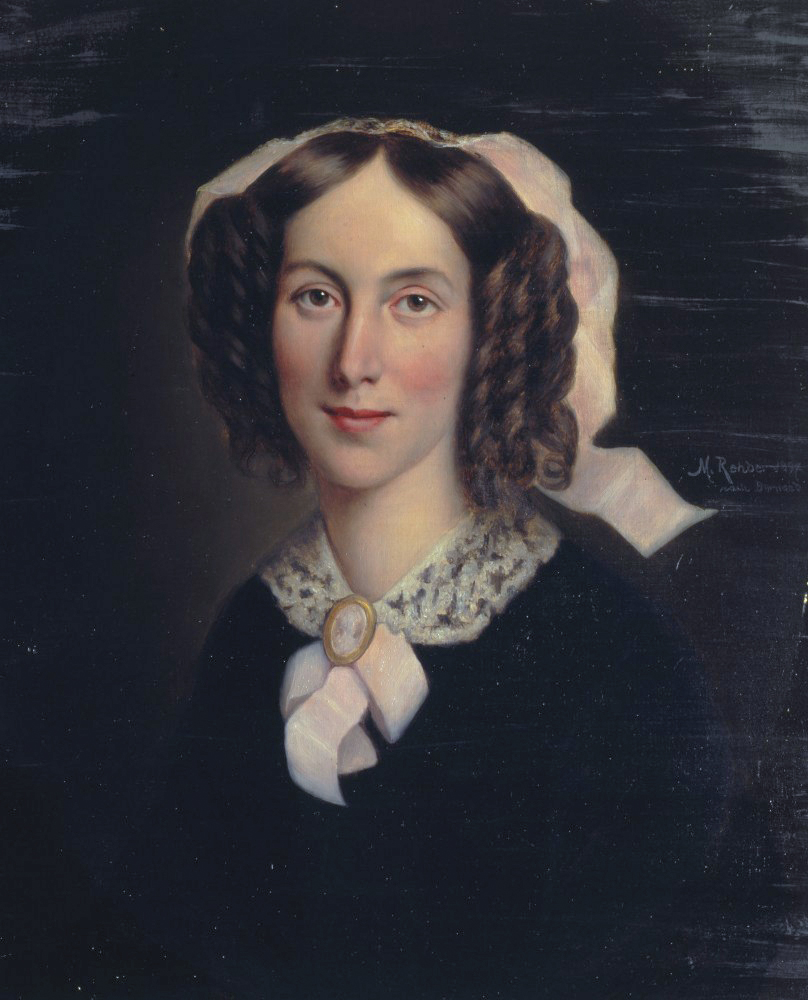
Fanny Henriette Jenisch (Martin Rehder,1897)

De oprichting van het museum was voornamelijk te danken aan een belangrijke gift van Fanny Jenisch (1801-1881), de weduwe van een Duitse senator, met als doel meer aandacht voor de wetenschap en de schone kunsten. Het werd in Neoklassieke stijl gebouwd door de architecten Louis Maillard en Robert Convert.
Het eerste werk dat het museum in zijn bezit kreeg gebeurde dankzij een openbare inschrijving, waarna met de gelden een werk van François Bocion werd aangekocht. De eerste conservator van het museum, François Daulte organiseerde tentoonstellingen van de impressionisten uit de École de Paris, zoals Pierre-Auguste Renoir, Maurice Utrillo, Edouard Vuillard, enz. De directeur van 1983-2004, Bernard Blatter herorganiseerde de verschillende sectoren en legde nog meer het accent op kunst. In 1987 werd de collectie Oskar Kokoschka toegevoegd en het prentenkabinet werd een aparte afdeling vanaf 1989. De huidige directeur Dominique Radrizzani bracht eveneens vernieuwingen aan en richtte het nationale Centrum voor tekeningen op (sinds 2004). Na het 110-jarig bestaan werd het tijd om een grondige verbouwing te laten plaatsvinden van 2009 tot 2012, nadat ook besloten werd door de Nationale Zwitserse instantie, die musea hergroepeert, dat Musée Jenisch voortaan tot nationaal museum zou worden verheven. Een langdurige sluiting was het gevolg.

## Verzamelingen
De verzameling van het Musée Jenisch bestaat uit:
- Een verzameling van de werken van Pierre Alechinsky, Balthus, Bocion, Gustave Courbet, Alberto Giacometti, Ferdinand Hodler, Giorgio Morandi, Picasso, en hergroepeert onder anderen de verzameling Nestlé, de stichting Lélo Fiaux, de stichting Wilhelm Gimmi en  de stichting vrienden van het museum.
- Het kantonnale prentenkabinet, dat 30.000 kunstwerken verenigt, (samenvoeging van de verzameling prenten vroeger behorende aan het kanton Vaud,  de stichting William Cuendet en het Atelier van Saint-Prex, het fonds Pierre Decker, de verzameling Alexis Forel en  de stichting Pierre Aubert), en hieronder vallen ook de grafiek van Canaletto, Corot, Edgar Degas, Albrecht Dürer, Claude Lorrain, Picasso, Piranesi, Francisco Goya en Rembrandt.
- De stichting Oskar Kokoschka, in 1987 en bevat  meer dan 800 originele drukken van de expressionistische Weense kunstenaar, die in Villeneuve, een stadje aan het meer van Genève, stierf in 1980.
- Het nationale Centrum van tekeningen, opgericht in 2004, verenigt de verzameling van meer dan 5000 moderne en oude tekeningen - Pierre Bonnard, Balthus, Agostino Carracci, Hendrick Goltzius, Jean Auguste Dominique Ingres, Giambattista Tiepolo, Isaac van Ostade, Veronese en Zucari.